# Michael Haydn
Michael Haydn (Rohrau, 1737. szeptember 14. – Salzburg, 1806. augusztus 10.) osztrák klasszicista zeneszerző, Joseph Haydn öccse.

## Élete
1737-ben egy kis osztrák faluban, Rohrauban látta meg a napvilágot öt évvel testvére, Joseph Haydn születése után. Édesanyja (született Maria Koller) szakácsnőként dolgozott egy gazdag nemesi családnál, majd feleségül ment Mathias Haydnhoz. Mathias bognár volt, de mellette lelkes amatőr zenész: autodidakta módon tanult meg hárfázni és fiait is tanítgatta énekelni. Michael 1745-ben tagja lett a bécsi Stephansdom fiúkórusának, testvére már korábban ide került a szülői házból. A fivérek zenei karrierje együtt indult.
Első szerződéses állása a birodalom szélén fekvő Nagyvárad püspökségéhez és a püspöki rezidenciához kötődik, a nagyváradi püspöki zenekar karmestere lett. Az újonnan kinevezett püspök, Patachich Ádám (1717-1784) kíséretében érkezett a városba 1760 március 29.-én. A nagyváradi időszakban termékeny alkotói munkát fejtett ki. Számos misét, kisebb egyházi kompozíciót, szimfóniákat és versenyműveket írt, 2004-ben mintegy 31 darabról volt biztosan kimutatható, hogy Nagyváradon keletkezett. A székesegyház muzsikusainak 1761-es fizetési listáiból tudjuk, hogy 26 zenész működött Michael Haydn keze alatt. Hamar hírnévre tett szert és két év múlva már salzburgi hercegérsek hívta meg udvarába. Felajánlotta neki az udvari zenekar koncertmesteri állását, amit Michael természetesen el is fogadott.
Szerepe meghatározó lett a városka zenei életében, és hamar jó kapcsolatot alakított ki a Mozart családdal is. 1768-ban házasodott meg. Feleségül vette Maria Magdalena Lipp (1745–1827) énekesnőt, annak ellenére, hogy a Mozart család nem volt túl jó véleménnyel róla. Leopold Mozart többször is kritizálta az énekesnőt és családját. 1771-ben meghalt Schrattenbach hercegérsek, Haydn requiemet komponált az emlékére. Ez a mű megdöbbentő hasonlóságot mutat Mozart Requiemjével. Az ifjú Mozart nyilvánvalóan sokat tanult Michael Haydntől, jó néhány művéről másolatot is készített magának. 1781-ben Michael átvette a salzburgi dóm zenei irányítását.
Gyakorlatilag elmondhatjuk, hogy egész életében hűséges maradt az Alpok szívében fekvő városhoz, de többször is elutazott Bécsbe, hogy meglátogassa testvérét. A híres mestert többen is szívesen alkalmazták volna. 1801-ben lehetősége lett volna, hogy helyettes Kapellmeisterként II. Esterházy Miklós herceg szolgálatába lépjen, ezzel tulajdonképpen bátyja helyettese lett volna, de Michael visszautasította a megtisztelő felkérést. 1806-ban, 68 éves korában hunyt el Salzburgban. Utolsó requiemje, amelyet az akkori császárnőnek írt, éppúgy befejezetlen maradt, mint Mozart halotti miséje.

## Munkássága

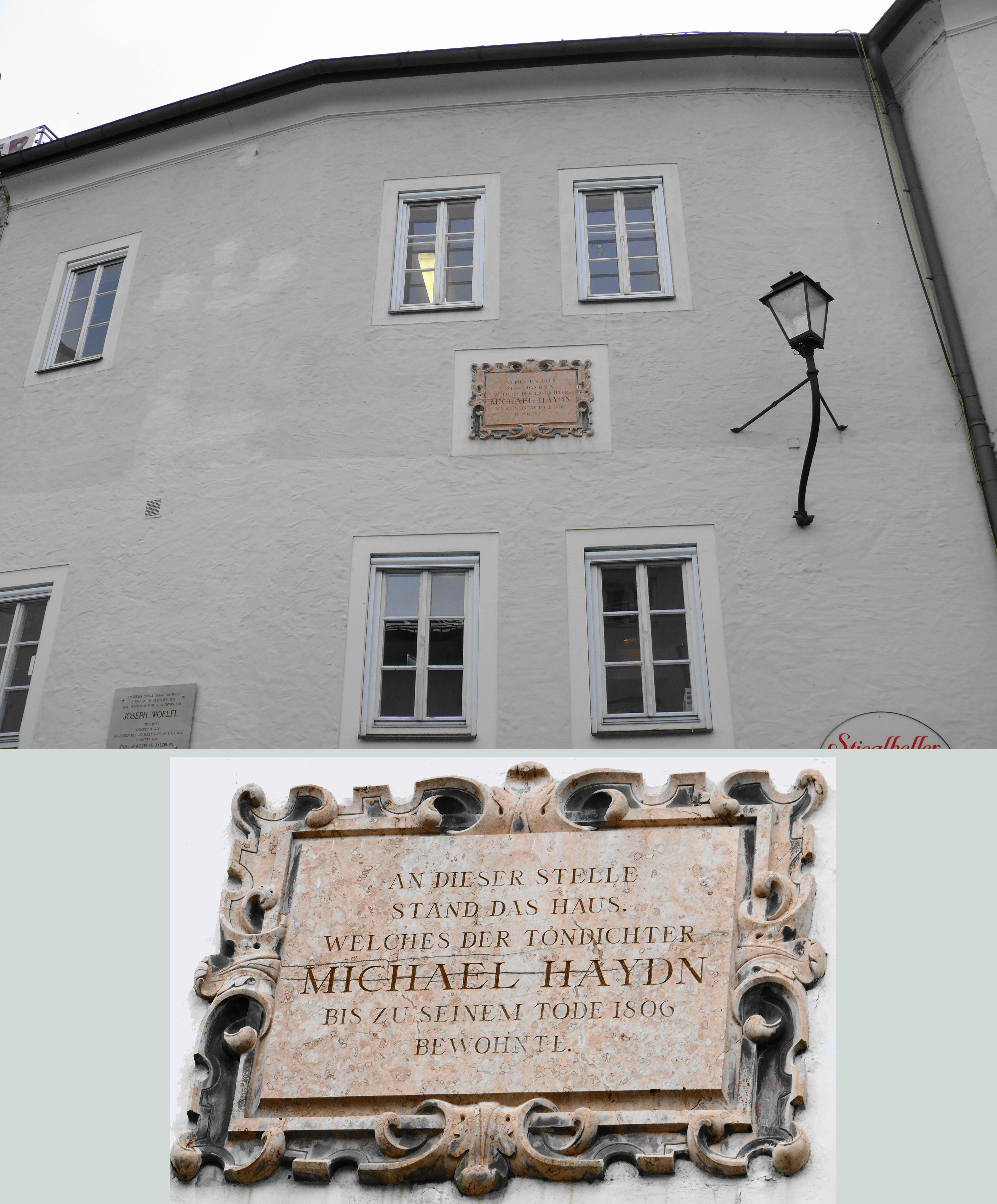
Michael Haydn lakóhelyén állított emléktábla, Salzburg, Festungsgasse. A tábla szövege: "Ezen a helyen állt az a ház, amelyben Michael Haydn, zeneszerző egészen 1806-ban bekövetkezett haláláig lakott."

Michael Haydn elsősorban, mint egyházi művek szerzője jelentős. Két rekviemje mellett több mint 30 latin misét komponált. Ezek a művek részben egyszerű használatra készültek orgona-continuóval. Több gregorián dallamot is feldolgozott bennük négyszólamú harmonizálásban. A misék egy része koncert mise, különleges, ünnepi alkalmakra készült. A hangszereket olykor szólisztikusan alkalmazta a szerző. A művek távolságtartóak, a nápolyi iskola operaszerű egyházzenéjével szemben.
A latin misék mellett 130 graduale- és 65 offertórium-motetta, valamint nyolc német mise alkotja vokális műveinek jegyzékét. Ezek a művek kórusra íródtak zenekari kísérettel. II. József, illetve Colloredo salzburgi hercegérsek rendeletet adott ki arról, hogy a hangszeres zenét a plébániatemplomokban egyházi énekekkel kell helyettesíteni, a misét pedig német nyelven kell celebrálni. Ennek a rendeletnek a hatására keletkeztek a darabok. A művek harmóniailag egyszerűek, a tételek sokszor homofónok, hangszeres és énekes szólok is alig akadnak bennük. Egész Ausztriában elterjedtek és az egész 19. században mintaértékűek voltak.
Jelentősek világi kompozíciói is. Férfikarra írt dalai részben a salzburgi baráti kör házimuzsikálására készültek, részben hazafias érzelmeket tükröznek. A darabok a 19. században felvirágzó férfikari műfaj kezdetén állnak. A művek harmonizálása egyszerű. Nagyrészt klasszikus német költők szövegeit dolgozzák fel.
Zenekari művei közül kiemelkednek szimfóniái. Közel 43 autentikus szimfóniája közül szerzőjük életében mindössze három jelent meg nyomtatásban, nagy részük ma már hozzá férhető CD felvételen, a Szlovák Kamarazenekar hatlemezes cd gyűjteményt adott ki szimfóniáiból. Több műve is testvére, illetve Mozart neve alatt terjedt el és vált népszerűvé. A darabok túlnyomó része homofón szerkesztésmódú, egy kivételével mind dúr hangnemben íródott. Kezdetben a művek négytételesek, a fivére által kialakított szimfónia mintát követve menüett tétellel, de aztán többnyire háromtételes darabokat találunk, lassú középső tétellel, olykor lassú bevezetéssel, eltérő hangszereléssel. Az 1780-as években keletkezett darabokban fúga finálékat találunk. Ezek ösztönzőleg hatottak Mozart számára a Jupiter-szimfónia komponálásakor.

## Fordítás
- Ez a szócikk részben vagy egészben  a   Michael Haydn című angol Wikipédia-szócikk fordításán alapul.  Az eredeti cikk szerkesztőit annak laptörténete sorolja fel. Ez a jelzés csupán a megfogalmazás eredetét és a szerzői jogokat jelzi, nem szolgál a cikkben szereplő információk forrásmegjelöléseként.